# Якововка
Якововка (укр. Яковівка), село, 
Добровольский сельский совет,
Близнюковский район,
Харьковская область.
Код КОАТУУ — 6320682508. Население по переписи 2001 г. составляет 58 (30/28 м/ж) человек.

## Географическое положение
Село Якововка находится на правом берегу реки Опалиха, примыкает к сёлам Одинецкое и Анновка, в 2-х км расположено село Доброволье.

## История
- 1858 - дата основания.